# 尤爾基夫齊 (莫吉利夫-波季利西基區)
48°29′56″N 27°41′49″E / 48.49889°N 27.69694°E
尤爾基夫齊（烏克蘭語：Юрківці）是位於烏克蘭西南部文尼察州莫希利夫-波季利斯基區的村莊，始建於1502年，面積2.4平方公里，海拔高度109米，2001年人口1,532，人口密度每平方公里638.33人。